# 國方真秀未
國方 真秀未（くにかた まほみ、Mahomi Kunikata, 女性, 1979年 - ）は、現代美術家、Kaikai Kikiメンバー。
神奈川県出身。日本デザイン専門学校グラフィックデザイン科イラストレーション専攻卒業。2000年、村上隆が主宰で行われた『芸術道場』に参加して特待生に選ばれるなどしてアーティストとして活動することになる。現在、東京都在住。
独特の作風であり、絵がこれといって上手いという訳ではなく傍から見れば子供の描いた落書きのような画風であるが、作中には暴力的で性的な要素が多々見られる。傾向としては、いわゆるおたく的ロリコン的といった感じが強く、こういったことから成年漫画による影響が強いと見られる。
ニューヨークで行われた『リトルボーイ』での展示で、裸の少女の上に寿司を盛った作品が高い評価を受けた。

## 作品
- 鉄肌（漫画）
- コオリユクオト
- 餌付け
- 魚タオル若芽ちゃん
- お肉屋さん
- 六本木居酒屋ホスト達の実体
- おなか剣 真由ちゃん
- クレヨン
- 現場
- 久里ちゃんの部屋
- UFO神社の敷石